# Oxythaphora
Oxythaphora é um gênero de traça pertencente à família Arctiidae.